# Mezinárodní gymnastická federace
Mezinárodní gymnastická federace (FIG, francouzsky Fédération Internationale de Gymnastique) je hlavní řídící světová organizace sedmi gymnastických disciplín: sportovní gymnastiky, mužské sportovní gymnastiky a ženské sportovní gymnastiky, moderní gymnastiky, sportovního aerobiku,akrobatické gymnastiky, skoky na trampolíně a tumblingu. Je to nejstarší sportovní organizace. Její sídlo se nachází ve švýcarském Lausanne. V jejím čele v současnosti stojí Japonec Morinari Watanabe. FIG je řádným členem MOV, dále organizací SportAccord a ASOIF.

## Historie
Federace byla založena 23. července 1881 v Lutychu Belgičanem Nicolasem J. Cuperusem. Zakládajícími členy byli Belgie, Francie a Nizozemsko. Na olympijských hrách byla gymnastika poprvé už v Athénách 1896, a tak patří mezi první sporty na olympijských hrách. Federace ale nebyla uznána Mezinárodním olympijským výborem. Ta byla uznána při olympijských hrách v Londýně 1908. Ženy soutěžily na olympijských hrách až v Amsterdamu 1928. Federace byla založena jako Evropská gymnastická federace, ale v roce 1922 změnila svůj název na Mezinárodní gymnastická federace, protože začala přijímat státy i mimo Evropu. Prvním prezidentem byl Nicolas J. Cuperus, který byl v roce 1924 nahrazen Charlesem Cazaletem z Francie. V roce 1903 se konalo první Mistrovství světa ve sportovní gymnastice v Antverpách za účasti 3 zakládajících zemí a soutěžili zde pouze muži. Ženy soutěžily až v roce 1934, kde se konalo mistrovství v Budapešti. V roce 1963 se také v Budapešti konalo první Mistrovství světa v moderní gymnastice. Moderní gymnastika byla poprvé na olympijských hrách v Los Angeles 1984. Mistrovství světa ve skocích na trampolíně se konalo v Londýně 1964 a Mistrovství světa v akrobatické gymnastice se konalo v Moskvě 1974. V roce 1995 se v Paříži konalo první Mistrovství světa ve sportovním aerobiku. Ve skocích na trampolíně se začalo soutěžit na olympijských hrách v Sydney 2000. První sídlo mělo v Lutychu, poté se přestěhovala do Prahy, po druhé světové válce do Ženevy, v roce 1973 do Lyss, v roce 1991 do Moutier a roce 2008 do Lausanne.

### Seznam prezidentů FIG

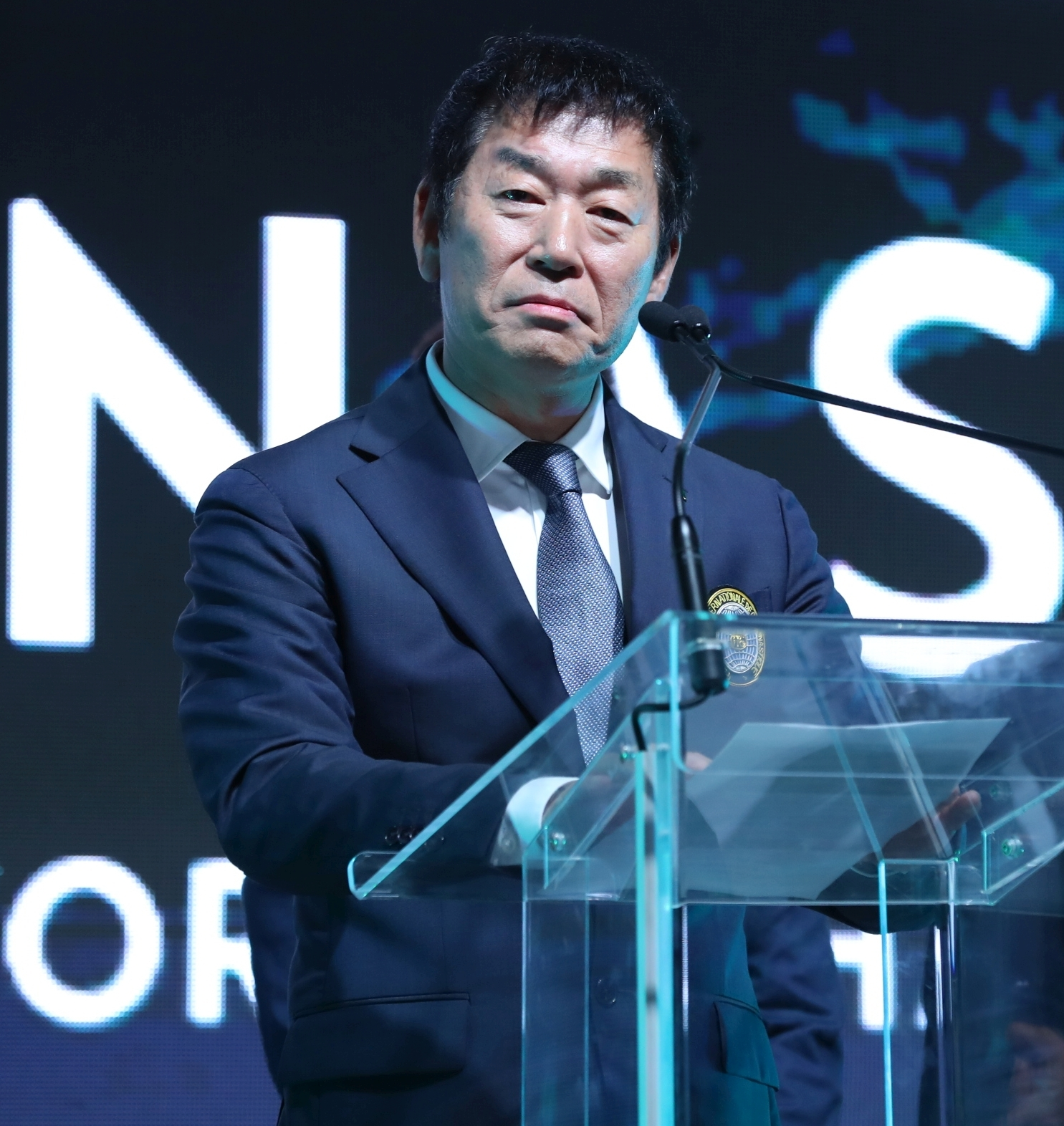
Morinari Watanabe, 2019

| Jméno                | Občanství            | Období    |
| -------------------- | -------------------- | --------- |
| Nicolas J. Cuperus   | Belgie               | 1881—1924 |
| Charles Cazalet      | Francie              | 1924—1933 |
| Adam Michał Zamoyski | Polsko               | 1933—1940 |
| Goblet d’Alviella    | Belgie               | 1946—1956 |
| Charles Thoeni       | Švýcarsko            | 1956—1966 |
| Arthur Gander        | Švýcarsko            | 1966—1976 |
| Jurij Titov          | Sovětský svaz/ Rusko | 1976—1996 |
| Bruno Grandi         | Itálie               | 1996—2016 |
| Morinari Watanabe    | Japonsko             | 2016—     |

## Konfederace
146 členských federací je rozčleněno do 5 kontinentálních Konfederací:
| Kontinent | Název konfederace            | zkratka (angličtina) | Vznik | Adresa   | Počet členů |
| --------- | ---------------------------- | -------------------- | ----- | -------- | ----------- |
| Afrika    | Africká gymnastická unie     | UAG                  | 1990  | Alžír    | 21          |
| Amerika   | Panamerická gymnastická unie | PAGU                 | 1971  | Curitiba | 26          |
| Asie      | Asijská gymnastická unie     | AGU                  | 1982  | Dauhá    | 33          |
| Evropa    | Evropská gymnastická unie    | UEG                  | 1982  | Lausanne | 50          |
| Oceánie   | —                            | —                    | —     | —        | 4           |

## Akce

### Mistrovství světa
- Mistrovství světa ve sportovní gymnastice
- Mistrovství světa v moderní gymnastice
- Mistrovství světa ve skocích na trampolíně
- Mistrovství světa v akrobatické gymnastice
- Mistrovství světa ve sportovním aerobiku

### Světový pohár
- Světový pohár ve sportovní gymnastice
- Světový pohár ve moderní gymnastice
- Světový pohár ve skocích na trampolíně
- Světový pohár v akrobatické gymnastice
- Světový pohár v aerobiku

### Olympijské hry
- Gymnastika na letních olympijských hrách
- Gymnastika na letních olympijských hrách mládeže